# Shajapur (huyện)
Huyện Shajapur là một huyện thuộc bang Madhya Pradesh, Ấn Độ. Thủ phủ huyện Shajapur đóng ở Shajapur. Huyện Shajapur có diện tích 6196 ki lô mét vuông. Đến thời điểm năm 2001, huyện Shajapur có dân số 1290230 người.